# Faith Evans
Faith Evans   (Lakeland, 10 de juny de 1973) és una cantant i actriu nord-americana. Nascuda a Lakeland, Florida, i criada a Nova Jersey, es va traslladar a Los Angeles el 1991 per a una carrera en la música. Després de treballar com a corista d'Al B. Sure! i Christopher Williams, es va convertir en la primera artista dona contractada amb Sean "Puff Daddy" Combs 'Bad Boy Records el 1994 als 20 anys. Al segell, va aparèixer en discos amb diversos companys del segell com 112 i Carl Thomas, i va llançar tres àlbums d'estudi certificats de platí entre 1995 i 2001: Faith (1995) i Keep the Faith (1998) i Faithfully (2001).
El 2003, va acabar la seva relació amb l'empresa per signar amb Capitol Records. El seu primer àlbum publicat amb el segell, The First Lady (2005) es va convertir en el seu àlbum amb més èxit en aquell moment, arribant al capdamunt de les llistes dels millors àlbums de R&amp;B/Hip-Hop dels EUA, mentre que l'àlbum de vacances A Faithful Christmas, va publicar el mateix any, i es convertiria en el seu darrer llançament abans que la companyia fos comprada el 2007. Després d'una pausa més llarga, Evans va llançar el seu cinquè àlbum Something About Faith al segell independent Prolific i Entertainment One Music el 2010. Amb una carrera de dues dècades, Evans ha venut més de 20 milions de discos a tot el món.
A part de la seva carrera discogràfica, Evans és coneguda com la vídua del raper de Nova York Christopher "The Notorious BIG" Wallace, amb qui es va casar el 4 d'agost de 1994, uns mesos després de conèixer-se en una sessió de fotos de Bad Boy. El turbulent matrimoni va donar lloc a la implicació d'Evans en la rivalitat de hip hop entre la costa est i la costa oest, dominant les notícies de música rap en aquell moment, i va acabar amb l'assassinat de Wallace en un tiroteig sense resoldre a Los Angeles el 9 de març de 1997 Un senzill tribut de 1997 amb Puff Daddy i la banda 112, anomenat "I'll Be Missing You", va guanyar Evans un premi Grammy el 1998. També actriu i escriptora, Evans va fer el seu debut a la pantalla al drama musical de 2000 Turn It Up de Robert Adetuyi. La seva autobiografia Keep the Faith: A Memoir va ser publicada per Grand Central Publishing el 2008 i va guanyar un premi literari afroamericà 2009 a la categoria de millor biografia/memòria.

## Biografia

### 1973–1994: inicis i carrera professional
Evans va néixer el 10 de juny de 1973 a Lakeland, Florida, d'una mare afroamericana, Helene Evans, una cantant professional. El seu pare, Richard Swain, era un músic d'origen anglès i potencial italià que va morir abans de néixer Evans (Evans va dir: "He sentit a la gent murmurar alguna cosa sobre que era italià, però no ho sé del cert"). Mig any més tard, Helene, de 19 anys, va tornar a Newark, Nova Jersey, i va deixar Faith amb el seu cosí Johnnie Mae i el seu marit Orvelt Kennedy, els pares adoptius de més de 100 fills que van criar durant el temps que Faith va viure amb ells. Faith va conèixer Johnnie Mae i Orvelt Kennedy com els seus avis. No va ser fins un parell d'anys més tard que la carrera d'Helene va fracassar i va intentar portar Evans a casa. La Faith, però, tenia por d'abandonar allò a què "estava acostumada" i, en canvi, l'Helene es va traslladar al costat.
Criada en una casa cristiana, Evans va començar a cantar a l'església als dos anys. Als quatre anys, va cridar l'atenció de la congregació de l'Església Baptista Emmanuel de Newark quan va cantar la cançó de The 5th Dimension "Let the Sunshine In". Mentre assistia a la University High School de Newark, va cantar amb diverses bandes de jazz i, encoratjada per Helene, va entrar fora de certàmens, festivals i concursos, on la seva veu destacaria. Després de graduar-se a l'escola secundària el 1991, Evans va assistir a la Universitat de Fordham a la ciutat de Nova York per estudiar màrqueting, però va marxar un any més tard per tenir una filla Chyna amb el productor musical Kiyamma Griffin. El 1993, es va traslladar a Los Angeles, on va treballar com a vocalista de suport per al cantant Al B. Sure!, quan el músic Sean "Puff Daddy" Combs es va fixar en ella. Impressionat, Combs la va contractar com la primera artista femenina al seu segell discogràfic Bad Boy Entertainment durant 1994.

### 1994–2001:Faith, Biggie,Keep The Faith, maternitat i matrimoni
Recentment contractada amb Bad Boy Records, el productor executiu Combs va consultar Evans per contribuir amb els cors i les habilitats d'escriptura a My Life (1994) de Mary J. Blige i a l’àlbum debut homònim d'Usher (1994) abans de començar a treballar en el seu debut. àlbum d'estudi Faith. Llançat el 29 d'agost de 1995 a Amèrica del Nord, l'àlbum va ser una col·laboració principal amb els principals productors de Bad Boy, The Hitmen, incloent Chucky Thompson i Combs, però també va donar lloc a enregistraments amb Poke &amp; Tone i Herb Middleton. Faith es va convertir en un èxit basat en els senzills "You Used to Love Me" i "Soon as I Get Home". L'àlbum va ser finalment certificat platí amb 1,5 milions de còpies venudes, segons la RIAA.
Un any abans, el 4 d'agost de 1994, Evans es va casar amb el raper i company de discogràfic Christopher "The Notorious BIG" Wallace, després d'haver-lo conegut en una sessió de fotos de Bad Boy. La parella va tenir un fill junts, Christopher George Latore Wallace Jr. Després de les acusacions d'una aventura amb Tupac Shakur, Evans es va involucrar en la rivalitat de hip hop de la costa est i la costa oest que dominava la música rap en aquell moment. Wallace va ser assassinat en un tiroteig que encara no s'ha resolt a Los Angeles, Califòrnia, el març de 1997. A principis de 1997, després de la seva separació de Wallace, però abans de la seva mort, l'amiga d'Evans, Missy Elliott, la va presentar al executiu de la companyia discogràfica Todd Russaw. Faith va començar a sortir amb Russaw durant la separació d'ella i Wallace i després de la mort de Wallace, Evans es va quedar embarassada de Russaw. La parella va tenir el seu primer fill Joshua el 10 de juny de 1998 (el seu 25è aniversari). Durant l'estiu de 1998, Evans i Russaw es van casar i el 22 de març de 2007 van tenir el seu segon fill Ryder Evan Russaw.
Després de l'assassinat de Biggie el 9 de març de 1997, Combs va ajudar a Evans a produir la seva cançó d'homenatge anomenada "I'll Be Missing You", basada en la melodia del senzill de 1983 de The Police "Every Breath You Take". La cançó, que comptava amb Combs, Evans i el grup 112 d'homes, es va convertir en un èxit mundial i va debutar al número u de la llista Billboard Hot 100 dels EUA durant 1997, anotant-ho durant onze setmanes. Finalment va guanyar Puffy, Evans i 112 el premi Grammy de 1998 a la millor interpretació de rap per un duo o grup. L'any següent, va rebre altres dues nominacions als Grammy per "Heartbreak Hotel", una col·laboració amb els cantants Whitney Houston i Kelly Price, que va aconseguir el número dos a la llista Billboard Hot 100.
Dos anys en la creació, el segon àlbum d'estudi d'Evans, Keep the Faith, es va publicar el 27 d'octubre de 1998. Quasi totalment escrit i produït per ella, Evans va considerar que l'àlbum era difícil de completar, ja que inicialment s'havia sentit desanimada pel progrés. Després del seu llançament, però, l'àlbum va obtenir crítiques generalment positives per part dels crítics musicals, i Allmusic va assenyalar que "sense cap mena de dubte un dels moments més destacats de la música soul-pop dels anys noranta". També gaudint d'un èxit comercial, finalment es va convertir en platí i va produir els deu millors senzills "Love Like This" i "All Night Long" (publicat el 30 de març de 1999) que van fer que Evans comencés una gira de teatre per 18 ciutats amb Dru Hill i Total el següent curs.

### 2001–2007:Fidelment, qüestions legals, Capitol Records iThe First Lady
El tercer àlbum d'Evans al segell Bad Boy, anomenat Faithfully (2001), la va implicar treballar amb una gamma més àmplia de productors, com The Neptunes, Mario Winans, Buckwild, Vada Nobles, Cory Rooney i altres. El seu primer projecte amb el seu marit Todd Russaw com a productor executiu i soci creatiu, l'àlbum va aconseguir el número 14 a la llista d'àlbums Billboard 200 i el número dos a la llista Top R&amp;B/Hip-Hop Albums, i finalment va ser certificat platí, però va obtenir senzills amb un èxit moderat. amb l'escrit "I Love You" de Jennifer Lopez convertint-se en l'única entrada dels vint primers. Llançada enmig de la transició de Bad Boy Records de la distribuïdora Arista Records a Universal, Evans va sentir que Faithfully va rebre una assistència mínima de la companyia i durant el 2004, finalment va decidir acabar amb el seu negoci amb Bad Boy perquè estava convençuda que Combs no podia millorar la seva carrera. més a causa dels seus altres compromisos. El gener de 2004, Evans i Russaw van ser arrestats i acusats de tinença de marihuana i cocaïna i una violació d'etiquetes inadequades durant una parada de trànsit a Hapeville, un suburbi d'Atlanta, Geòrgia.
Després d'acabar amb Bad Boy Entertainment, Evans va contractar amb la companyia Capitol Records, convertint-se en la primera artista de R&B contemporània a fer-ho, i va començar a treballar en el seu quart àlbum d'estudi The First Lady, batejat pel seu sobrenom al seu antic segell. A diferència de tenir un equip intern de productors que va subministrar la major part del material anterior, ella i Russaw van poder aconseguir un control més creatiu de l'àlbum i van consultar productors com Bryan-Michael Cox, Jermaine Dupri, Mike Caren, Pharrell Williams., i Chucky Thompson per contribuir-hi. Després del seu llançament l'abril de 2005, The First Lady va aconseguir el número dos del Billboard 200 i el número u de la llista Top R&B/Hip-Hop Albums, convertint-se en el millor àlbum d'Evans fins ara. Finalment va ser certificat or per la RIAA. A finals d'any, Evans va publicar A Faithful Christmas, un àlbum de vacances de cançons tradicionals de Nadal i temes originals. L'esforç es convertiria en el seu darrer llançament a Capitol Records, ja que la companyia va ser comprada durant el 2007.

### 2005–2012: pausa, arrest, divorci ialguna cosa sobre la fe
Després d'una pausa de 5 anys, Faith Evans va crear el seu propi segell discogràfic el 2010. Va anomenar l'empremta Prolific Music Group i va contractar els millors talents per construir el segell discogràfic des de zero. Evans va començar a gravar cançons amb Keyshia Cole, Redman, Snoop Dogg i Raekwon, entre d'altres per a l'àlbum de primer any de les discogràfiques. Evans va signar un acord amb el segell discogràfic independent Entertainment One més tard aquell any. El seu cinquè àlbum d'estudi Something About Faith va ser llançat el 5 d'octubre de 2010, als Estats Units, on va debutar i va assolir el número quinze del Billboard 200 i el número u de la llista d'Àlbums Independents. Something About Faith ha generat el senzill principal "Gone Already", que va passar més de trenta-tres setmanes a la llista Billboard Hot R&B/Hip-Hop Songs dels EUA, on va assolir el número vint-i-dos.
L'agost de 2010, Evans va ser arrestada sota sospita d'un delicte menor per conduir ebria, després de ser aturada en un punt de control a Marina del Rey, Califòrnia. El 2011, Evans va sol·licitar el divorci contra Russaw. La parella va acceptar passar 13 setmanes en un programa de tractament de drogues a canvi d'aturar qualsevol altre processament del seu cas de possessió de drogues. El maig de 2011, Evans i Russaw van anunciar que es divorciaven i van declarar que els agradaria mantenir-ho en silenci pel bé dels fills.

### 2012-present:R&B Divas: Atlanta,Incomparable,The King & IiThe Masked Singer
El 2012, el co-executiu d'Evans va produir i es va convertir en membre del repartiment al reality show de TV One R&amp;B Divas: Atlanta juntament amb els seus companys cantants de R&B Nicci Gilbert, Syleena Johnson, Keke Wyatt i Monifah. El programa va oferir una visió interna de com els cantants equilibren la seva carrera musical i la seva vida personal mentre treballen per produir un àlbum recopilatori dirigit per Evans, R&amp;B Divas (2012), en memòria de Whitney Houston. Transmesa a rècords de classificació per a la cadena, la sèrie va produir un spin-off titulat R&amp;B Divas: Los Angeles i es va renovar per dues temporades més. Evans, que va abandonar el programa després de la seva segona temporada, va obtenir una nominació als Grammy al millor àlbum de R&B a la cerimònia de lliurament dels premis 55è.
L'agost de 2013, Evans va confirmar que havia començat a treballar en el seu sisè àlbum d'estudi Incomparable, amb la contribució de Chucky Thompson, Mike City, KeKe Wyatt, B.Slade i Karen Clark Sheard de The Clark Sisters. "I Deserve It", un disc amb la col·laboradora recurrent Missy Elliott i la seva protegida Sharaya J, va ser llançat el 25 d'agost de 2014, com a single principal de l'àlbum i va assolir el número 19 a la llista de cançons ' a adults de Billboard. Publicat per Prolific Music Group i BMG Rights Management el 24 de novembre de 2014, Incomparable va debutar al número 27 dels millors àlbums R&amp;B/Hip-Hop dels EUA i al número 17 de la llista d'àlbums independents dels EUA.
El 2016, Evans va anunciar que estava acabant un àlbum pòstum Notorious BIG titulat The King &amp; I, que comptarà amb duets amb el seu difunt marit. L'àlbum es va publicar el 19 de maig de 2017.
El 17 de juliol de 2018, es va casar amb el productor i estrella de Love &amp; Hip Hop: Atlanta Stevie J. La parella va llançar la cançó d'èxit "A Minute" el 27 de juliol de 2018. Entre el 2015 i el 2019, Evans-Jordan va aparèixer en diversos episodis de Love &amp; Hip Hop: Atlanta i Leave It to Stevie al costat de l'aleshores amic Stevie J.
El maig de 2020, Evans va ser arrestada per un delicte de violència domèstica contra Stevie J. Va ser posada en llibertat sota fiança i els càrrecs es van retirar més tard. El 2021, Stevie J va sol·licitar el divorci.
El 2021, Faith Evans va competir a la sisena temporada de The Masked Singer com "Skunk". Va ser desemmascarada durant la final del grup A on va fer referències a la pèrdua de The Notorious BIG i el seu fill era autista.

### Actuació
Després d'haver aparegut anteriorment en obres teatrals quan era adolescent, Evans va començar a actuar amb un paper secundari al drama musical de 2000 del director Robert Adetuyi, Turn It Up, amb Pras Michel de The Fugees, Jason Statham i Ja Rule. Llançada amb crítiques generalment negatives de la crítica, que va assenyalar que era "patentament absurd tant en els detalls com en els aspectes més grans", la pel·lícula independent va tenir una obra curta i es va convertir en una decepció financera, guanyant 1,24 milions de dòlars durant la seva carrera als Estats Units. només.
Durant el 2003, Evans va actuar a la comèdia romàntica produïda per MTV, The Fighting Temptations, en la qual va aparèixer en un paper breu però important interpretant una mare soltera i una cantant de club nocturn. Filmada a Columbus, Geòrgia i encapçalada per Cuba Gooding Jr. (el seu personatge és la seva mare) i Beyoncé Knowles, la pel·lícula va obtenir crítiques diverses per part de la crítica, però va aconseguir els tres primers classificats de la taquilla nord-americana, donant lloc a una recaptació interna de 30,2 milions de dòlars. A més, Evans va gravar una versió contemporània de l'èxit de Donna Summer de 1978 "Heaven Knows" per a la pel·lícula que el seu personatge interpreta durant una de les primeres seqüències de la pel·lícula. La banda sonora que l'acompanya es va classificar entre els vint millors del Billboard 200 dels Estats Units.
Durant el 2004, Evans va guanyar un breu període de convidat a la comèdia de situació de la UPN Half &amp; Half. El 2009, Evans va anunciar que havia estat treballant en una sinopsi per a la seva pròpia comèdia de situació que es basaria en gran part en la seva vida però amb un aspecte més còmic. Es desconeix si ha llançat oficialment la comèdia a cap cadena de televisió, a partir del 2021.
Evans ha tingut cameos al reality show Love &amp; Hip Hop: Atlanta.

### Biografia de Florence Ballard
El novembre de 2010, diverses fonts van declarar que Faith interpretaria l'estrella de Motown Florence Ballard de les Supremes en un proper biopic, Blondie: The Florence Ballard Story. Amb la benedicció de les tres filles de Ballard, Faith va aparèixer més tard a The Wendy Williams Show per promocionar aquest paper. El juliol de 2014, Rolling Stone va informar que la pel·lícula, que es pensava que es titulava "Blondie", era de fet una estafa d'un estafador.

### Escriptora
Evans va publicar el seu llibre autobiogràfic anomenat Keep the Faith: A Memoir el 29 d'agost de 2008. Escrit amb Aliya S. King, va detallar la vida de la cantant, però també va parlar de la controvertida relació d'Evans amb el seu difunt marit, el Notorious BIG:
| « | "Vull que la gent entengui que, tot i que va ser una gran part de la meva vida, la meva història no comença ni acaba amb la mort de Big. El meu viatge ha estat complicat a molts nivells. I com que sempre estic vinculat a Big, hi ha moltes idees errònies sobre qui sóc realment. No és fàcil posar la teva vida allà fora per a les masses. Però he decidit que explicaré la meva pròpia història. Per Big. Per als meus fills. I per a mi mateix." | » |

En el seu llançament inicial, Keep the Faith: A Memoir va aterrar al Top 20 de la llista dels més venuts de Nova York dues setmanes seguides. Durant el 2009, el llibre va rebre el premi literari afroamericà 2009 a la millor biografia/memòria.

## Filantropia
El 2014, Faith va mostrar el seu suport a Little Kids Rock donant articles per a la subhasta per recaptar diners en suport de l'educació musical a les escoles públiques.

## Influències
Faith Evans va dir que algunes de les seves majors influències musicals i cantants preferits són la cantant de gospel Karen Clark-Sheard (a qui s'ha comparat sovint), Shirley Murdock, Chaka Khan, Anita Baker i Aretha Franklin.
Evans és coneguda per la seva veu "soprano melosa urbana". El seu rang vocal s'estén des de la nota baixa de C#3 fins a la soprano alta C#6. L'escriptor del Washington Post Craig Seymour va anomenar la seva "soprano angelical però cordial" com a mostra de l'emoció que es defineix per les experiències personals d'Evans de tragèdia, amor, dolor i desamor.

## Discografia

### Àlbums d'estudi
- Faith (1995)

- Keep the Faith (1998)

- Faithfully (2001)

- The First Lady (2005)

- A Faithful Christmas (2005)

- Something About Faith (2010)

- Incomparable (2014)

### Àlbums de col·laboració
- The King &amp; I (2017)

## Gires
- Keep the Faith Tour (1999)

- The First Lady Tour (2005)

- Something About Faith Tour (2010–11)

- An Evening with Faith (2012)

- Faith Evans Live (2013)

- Bad Boy Family Reunion Tour (2016–17)

## Filmografia
- 2000: Turn It Up

- 2003: The Fighting Temptations

- 2009: Notorious

- 2011: Soul Kittens Cabaret

- 2020: True to the Game 2: Gena's Story

## Televisió
- 2012: R&amp;B Divas: Atlanta (Productor executiu i repartiment principal)

- 2013: R&amp;B Divas: Los Angeles (Productor executiu)

- 2015: Real Husbands of Hollywood (estrella convidada)

- 2015; 2016 — 19 Love &amp; Hip Hop: Atlanta (estrella convidada i repartiment principal)

- 2016: Stevie J &amp; Joseline: Go Hollywood (estrella convidada)

- 2016: RuPaul's Drag Race (Jutge convidat)

- 2018: Marvel's Luke Cage (Cantant al club)

- 2021: The Masked Singer (Skunk)